# Liste der Biografien/Ford
Liste der Biografien |
Portal Biografien |
Personensuche
# |
A |
B |
C |
D |
E |
F |
G |
H |
I |
J |
K |
L |
M |
N |
O |
P |
Q |
R |
S |
T |
U |
V |
W |
X |
Y |
Z |
?
 
Fa |
Fe |
Ff |
Fh |
Fi |
Fj |
Fk |
Fl |
Fm |
Fn |
Fo |
Fr |
Ft |
Fu |
Fy
 
Foa |
Fob |
Foc |
Fod |
Foe |
Fof |
Fog |
Foh |
Foi |
Foj |
Fok |
Fol |
Fom |
Fon |
Foo |
Fop |
For |
Fos |
Fot |
Fou |
Fov |
Fow |
Fox |
Foy |
Foz
 
Fora |
Forb |
Forc |
Ford |
Fore |
Forf |
Forg |
Fori |
Forj |
Fork |
Forl |
Form |
Forn |
Foro |
Forq |
Forr |
Fors |
Fort |
Foru |
Forw |
Fory |
Forz
Die Liste der Biografien führt alle Personen auf, die in der deutschsprachigen Wikipedia einen Artikel haben. Dieses ist eine Teilliste mit 203 Einträgen von Personen, deren Namen mit den Buchstaben „Ford“ beginnt.

## Ford

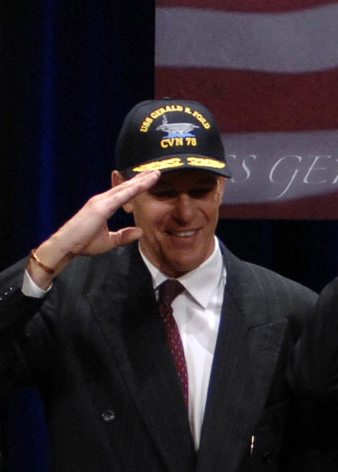
Steven Ford (* 1956)

- Ford, Aaron L. (1903–1983), US-amerikanischer Politiker
- Ford, Alan (1923–2008), US-amerikanischer Schwimmer
- Ford, Alan (* 1938), britischer Theater- und Filmschauspieler
- Ford, Aleksander (1908–1980), polnischer Filmregisseur
- Ford, Alphonso (1971–2004), US-amerikanischer Basketballspieler
- Ford, Andrew L. (* 1952), US-amerikanischer Klassischer Philologe
- Ford, Arthur B. (* 1932), US-amerikanischer Geologe und Polarforscher
- Ford, Baby, britischer DJ und Musikproduzent
- Ford, Ben (* 1975), englischer Squashspieler
- Ford, Bernard (1947–2023), britischer Eiskunstläufer
- Ford, Bernie (* 1952), britischer Langstreckenläufer
- Ford, Bette (* 1927), US-amerikanische Film- und Fernsehschauspielerin und Stierkämpferin
- Ford, Betty (1918–2011), US-amerikanische First LadyBetty Ford (1918–2011)

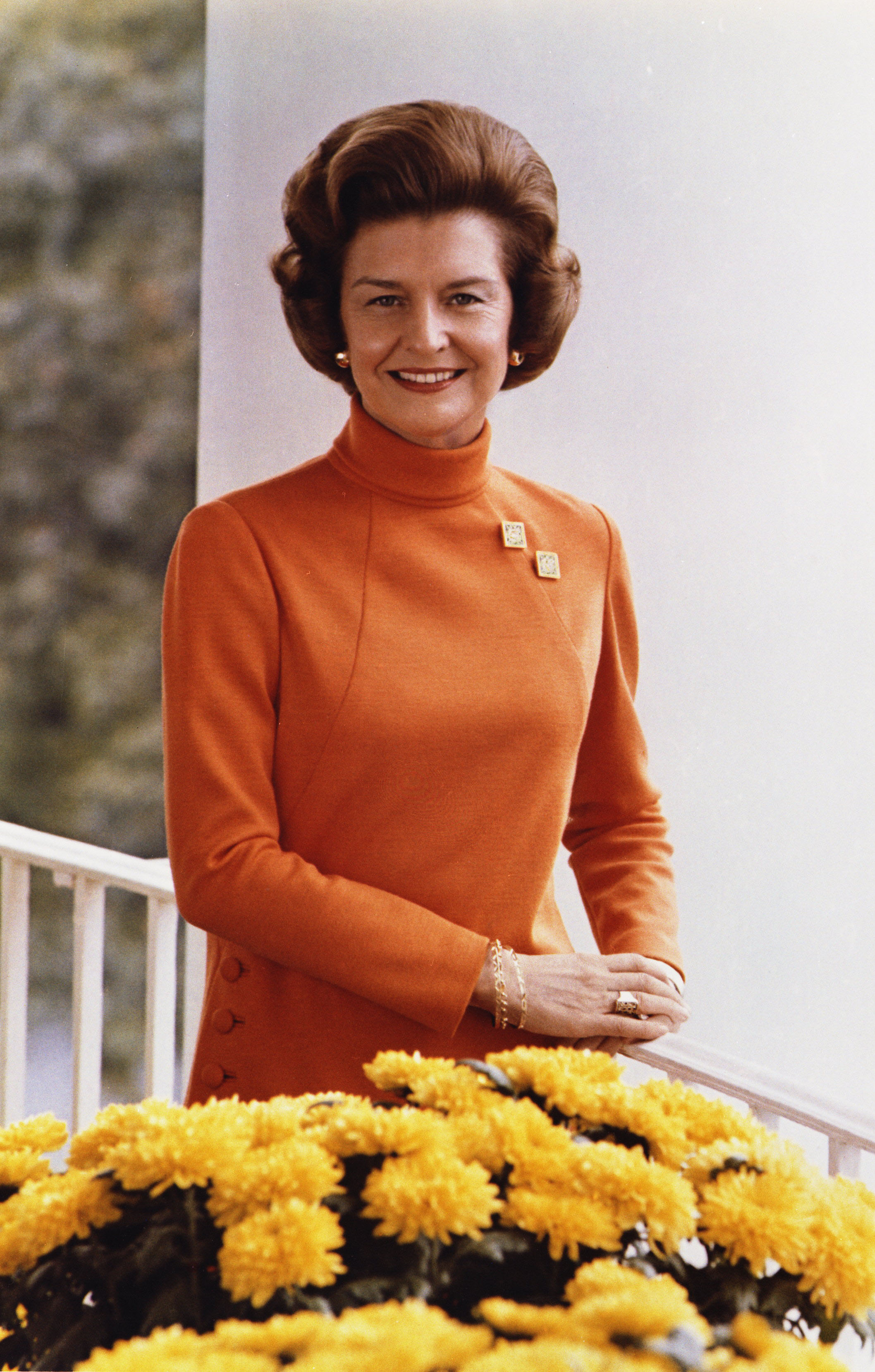
Betty Ford (1918–2011)

- Ford, Billy († 1984), US-amerikanischer R&B- und Jazzmusiker
- Ford, Brianna (* 2002), US-amerikanische Volleyballspielerin
- Ford, Bruce (* 1954), kanadischer Ruderer
- Ford, Bruce (* 1956), US-amerikanischer Opernsänger (Tenor)
- Ford, Carl (* 1980), US-amerikanischer American-Football-Spieler
- Ford, Carl T. († 2017), britischer Herausgeber von Horror-Fanzines
- Ford, Carole Ann (* 1940), britische Schauspielerin
- Ford, Caroline (* 1988), britische Schauspielerin und Model
- Ford, Charles Arthur (* 1950), US-amerikanischer Diplomat
- Ford, Charles Henri (1913–2002), US-amerikanischer Dichter, bildender Künstler und Filmemacher
- Ford, Cheryl (* 1981), US-amerikanische Basketballspielerin
- Ford, Chris (1949–2023), amerikanischer Basketballspieler und -trainer
- Ford, Christine Blasey (* 1966), US-amerikanische Psychologin

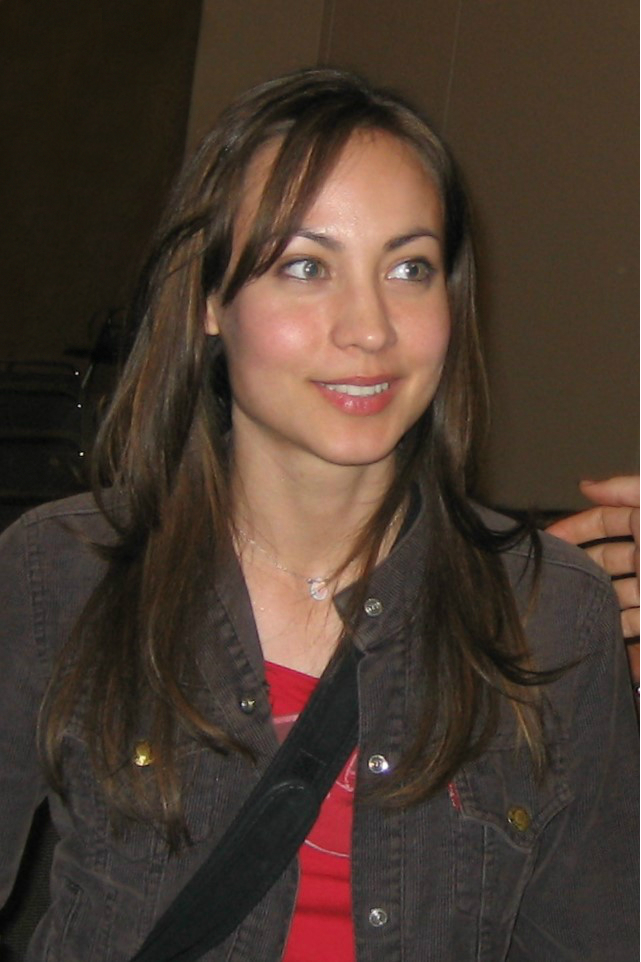
Courtney Ford (* 1978)

- Ford, Clarence (1929–1994), US-amerikanischer R&B- und Jazzmusiker
- Ford, Clellan S. (1909–1972), US-amerikanischer Anthropologe
- Ford, Clifford (* 1947), kanadischer Komponist und Musikpädagoge
- Ford, Colin (* 1996), US-amerikanischer SchauspielerColin Ford (* 1996)

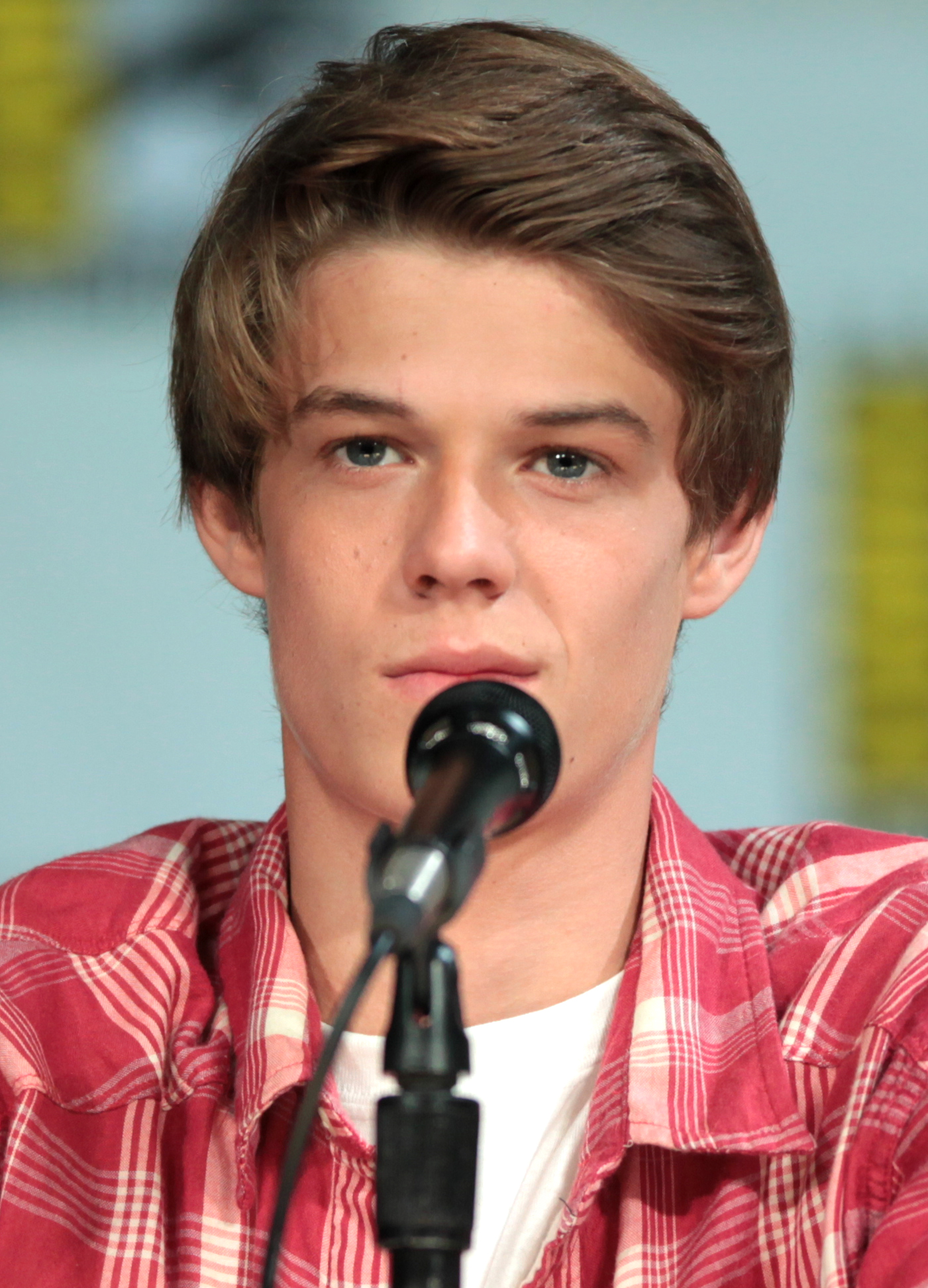
Colin Ford (* 1996)

- Ford, Colt (* 1970), US-amerikanischer Country-Rap-Musiker
- Ford, Colton (1962–2025), US-amerikanischer Pornodarsteller, Schauspieler und Sänger
- Ford, Constance (1923–1993), US-amerikanische Schauspielerin
- Ford, Courtney (* 1978), US-amerikanische Schauspielerin und FilmproduzentinCourtney Ford (* 1978)
- Ford, Daniel (* 1994), US-amerikanischer Volleyballspieler
- Ford, Dee (* 1991), US-amerikanischer American-Football-Spieler
- Ford, Donald (* 1944), schottischer Fußballspieler
- Ford, Doug (1922–2018), US-amerikanischer Golfspieler
- Ford, Doug (* 1964), kanadischer Politiker
- Ford, Edmund Brisco (1901–1988), britischer Genetiker und Entomologe
- Ford, Edsel (1893–1943), US-amerikanischer Unternehmer, Sohn von Henry Ford und Präsident der Ford Motor Company
- Ford, Edward Onslow (1852–1901), britischer Bildhauer
- Ford, Eliel (* 1993), US-amerikanischer Fotograf, Film- und Videoregisseur und Filmschauspieler
- Ford, Emily (* 1994), britische Ruderin
- Ford, Faith (* 1964), US-amerikanische Schauspielerin
- Ford, Ford Madox (1873–1939), englischer Schriftsteller
- Ford, Francis (1881–1953), US-amerikanischer Filmschauspieler, Drehbuchautor und Regisseur
- Ford, Franklin L. (1920–2003), US-amerikanischer Neuzeithistoriker
- Ford, Frazey (* 1973), kanadische Singer-Songwriterin
- Ford, George (1846–1917), US-amerikanischer Politiker
- Ford, George (* 1993), australischer Wasserballspieler
- Ford, George (* 1993), englischer Rugbyspieler
- Ford, Gerald (1913–2006), US-amerikanischer Politiker und 38. Präsident der USA (1974–1977)
- Ford, Glenn (1916–2006), US-amerikanischer Film- und Fernsehschauspieler
- Ford, Glyn (* 1950), britischer Politiker (Labour Party), MdEP
- Ford, Guillermo (1936–2011), panamaischer Politiker
- Ford, Harold junior (* 1970), US-amerikanischer Politiker
- Ford, Harold senior (* 1945), US-amerikanischer Politiker
- Ford, Harrison (1884–1957), US-amerikanischer Schauspieler auf der Bühne und für den Stummfilm
- Ford, Harrison (* 1942), US-amerikanischer SchauspielerHarrison Ford (* 1942)

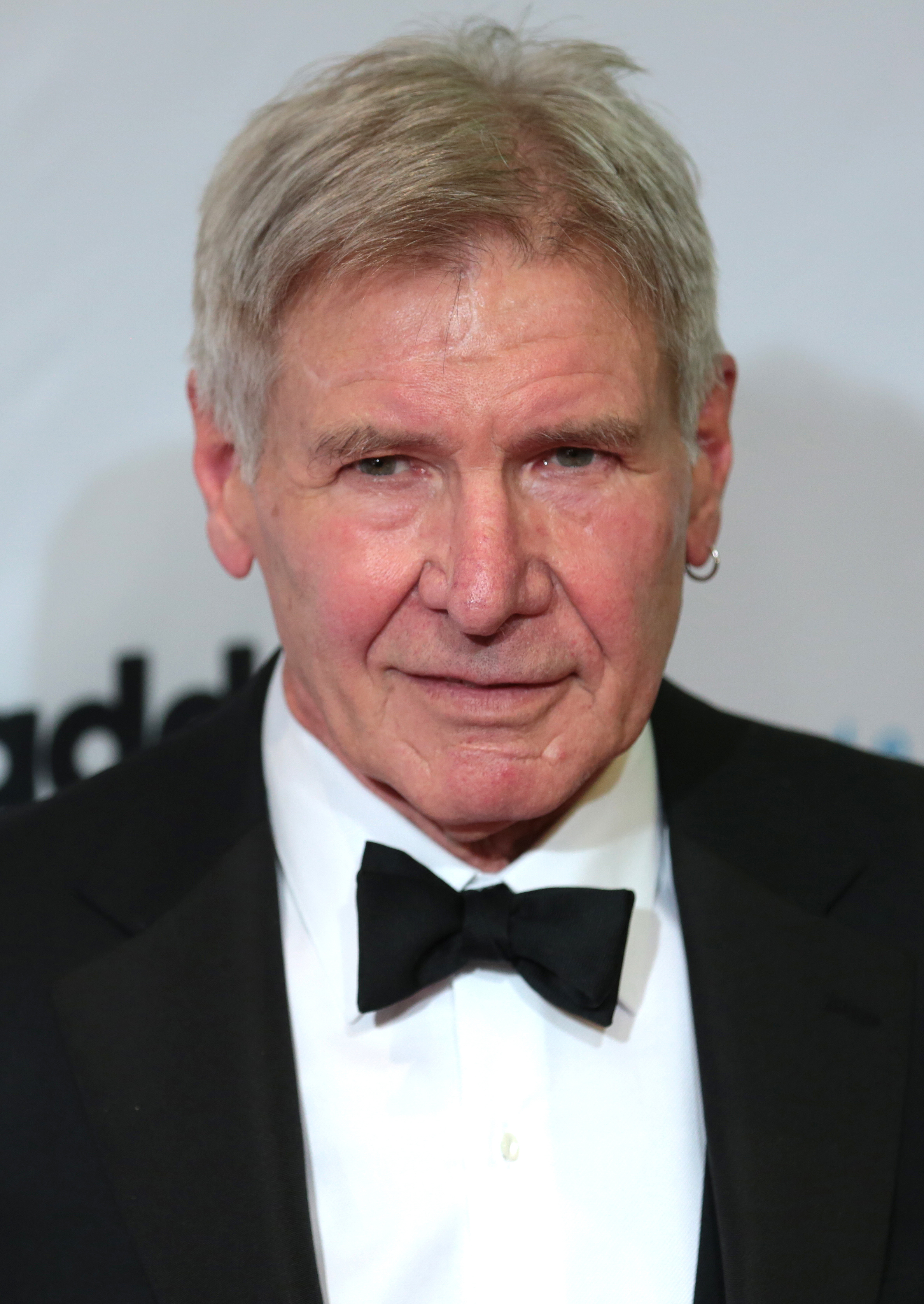
Harrison Ford (* 1942)

- Ford, Harry (* 1987), US-amerikanischer Schauspieler
- Ford, Henry (1863–1947), US-amerikanischer Erfinder und Automobilpionier
- Ford, Henry II (1917–1987), US-amerikanischer Unternehmer; Präsident der Ford Motor Company (1945–1960)Henry Ford II (1917–1987)

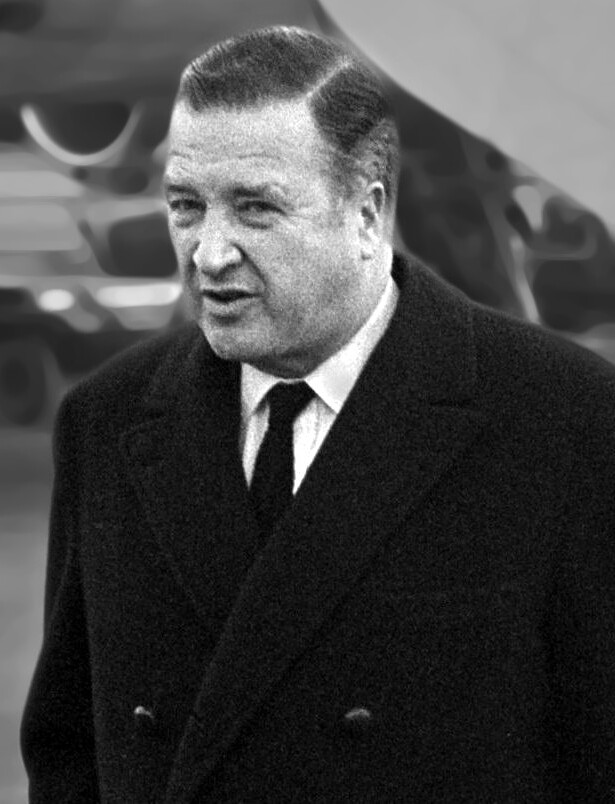
Henry Ford II (1917–1987)

- Ford, Henry Jones (1851–1925), US-amerikanischer Journalist und Politikwissenschaftler
- Ford, Hester (1905–2021), US-amerikanische Altersrekordlerin
- Ford, Howard (1905–1986), britischer Zehnkämpfer und Stabhochspringer
- Ford, Isabella (1855–1924), britische Frauenrechtlerin, Gewerkschaftlerin, Sozialreformerin und Schriftstellerin
- Ford, James, englischer Musiker, Komponist und Produzent
- Ford, James (1783–1859), US-amerikanischer Politiker
- Ford, James W. (1893–1957), US-amerikanischer Politiker
- Ford, Jeffrey, US-amerikanischer Filmeditor
- Ford, Jeffrey (* 1955), US-amerikanischer Schriftsteller
- Ford, Jeremiah Denis Matthias (1873–1958), US-amerikanischer Romanist und Hispanist
- Ford, Jerome (* 1999), US-amerikanischer American-Football-Spieler
- Ford, Joe (1947–2025), US-amerikanischer Jazz-Saxophonist, Flötist und Komponist
- Ford, Joe T. (* 1937), US-amerikanischer Unternehmer und Mitbegründer von Alltel
- Ford, John, englischer Dichter und Dramatiker der Spätrenaissance
- Ford, John (1894–1973), US-amerikanischer Filmregisseur und Filmproduzent
- Ford, John Ludovic (1906–1957), britischer Autorennfahrer
- Ford, John M. (1957–2006), US-amerikanischer Science-Fiction- und Fantasy-Schriftsteller, Lyriker und Spieledesigner
- Ford, Julia (* 1990), US-amerikanische Skirennläuferin
- Ford, Kenneth (* 1926), US-amerikanischer theoretischer Physiker
- Ford, Kent (1931–2023), US-amerikanischer Astronom
- Ford, Kevin Anthony (* 1960), US-amerikanischer Oberst und Astronaut
- Ford, Laura (* 1961), britische Künstlerin und Bildhauerin
- Ford, Leland M. (1893–1965), US-amerikanischer Politiker
- Ford, Len (1926–1972), US-amerikanischer American-Football-Spieler und Unternehmer
- Ford, Lester Randolph senior (1886–1967), US-amerikanischer Mathematiker
- Ford, Lester Randolph, junior (1927–2017), US-amerikanischer Mathematiker
- Ford, Lewis S. (1933–2018), US-amerikanischer Prozessphilosoph
- Ford, Lita (* 1958), englische Rock-Sängerin und GitarristinLita Ford (* 1958)

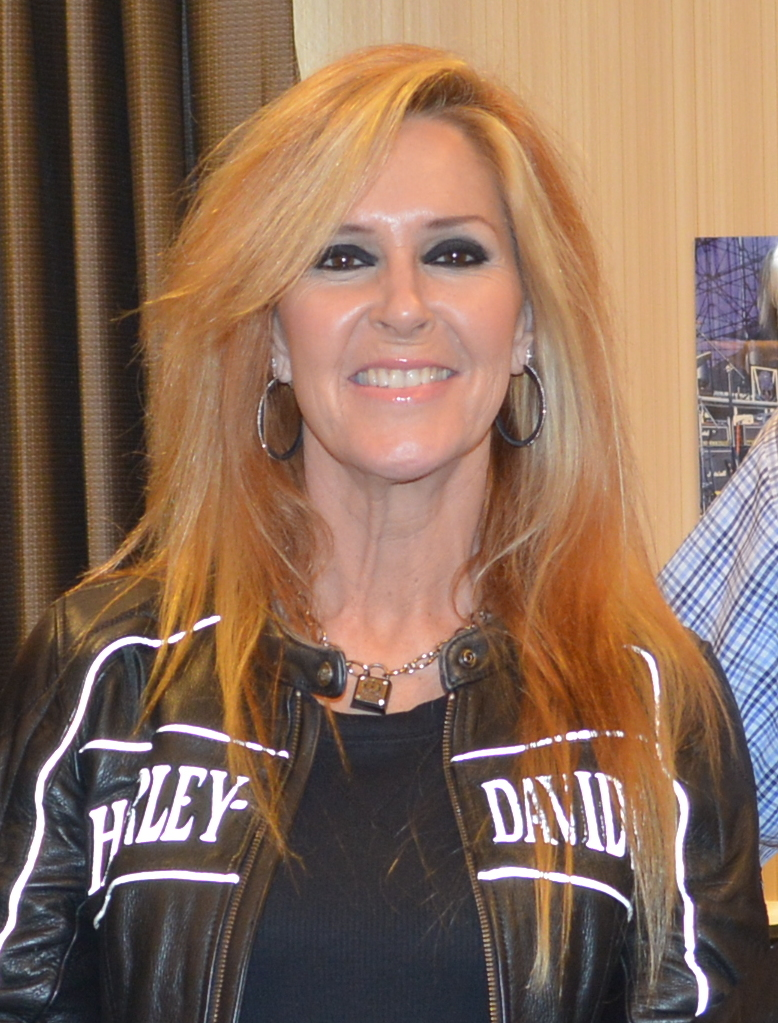
Lita Ford (* 1958)

- Ford, Louise, britische Filmeditorin
- Ford, Louise (* 1982), britische Schauspielerin und Komikerin
- Ford, Luke (* 1981), australischer SchauspielerLuke Ford (* 1981)

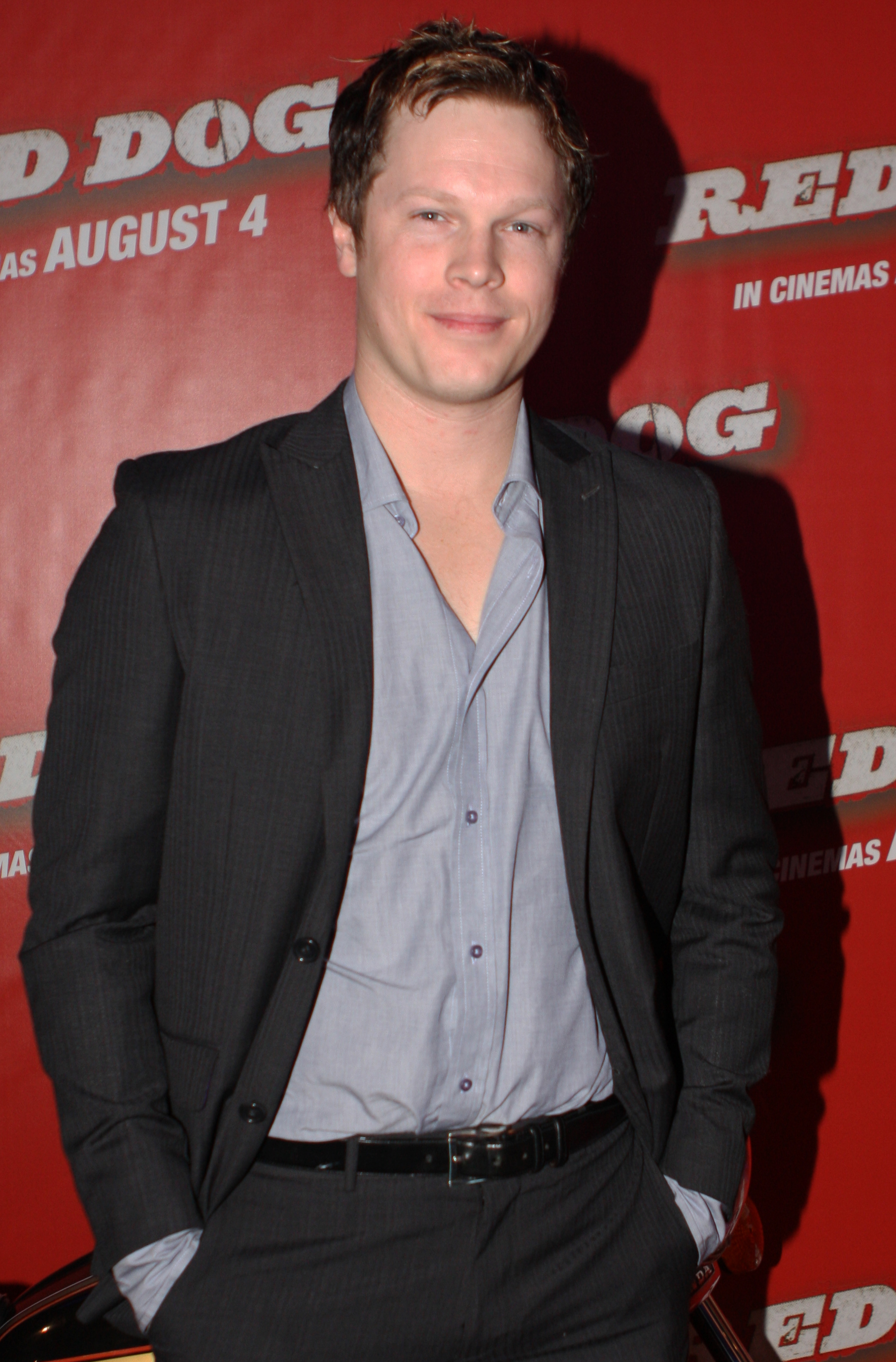
Luke Ford (* 1981)

- Ford, Luther, britischer Schauspieler
- Ford, Marc (* 1966), US-amerikanischer Rockgitarrist
- Ford, Margaret, Baroness Ford (* 1957), britische Politikerin (Labour Party)
- Ford, Maria, US-amerikanische Schauspielerin
- Ford, Martha (* 1925), US-amerikanische Unternehmerin
- Ford, Martin, US-amerikanischer Sachbuchautor
- Ford, Mary (1924–1977), US-amerikanische Sängerin
- Ford, Melbourne H. (1849–1891), US-amerikanischer Politiker
- Ford, Michael (* 1986), australischer Bahn- und Straßenradrennfahrer
- Ford, Michael D. (1928–2018), britischer Illustrator, Artdirector und Szenenbildner
- Ford, Michael Thomas (* 1968), US-amerikanischer Schriftsteller
- Ford, Michelle (* 1962), australische Schwimmerin
- Ford, Mike (* 1952), kanadischer Eishockeyspieler
- Ford, Montez (* 1990), amerikanischer Wrestler
- Ford, Nicholas (1833–1897), irisch-amerikanischer Politiker
- Ford, Oliver (* 1947), US-amerikanischer Sprinter
- Ford, Paul (1901–1976), US-amerikanischer Schauspieler
- Ford, Paul Leicester (1865–1902), US-amerikanischer Schriftsteller, Historiker und Biograf
- Ford, Peter (* 1947), britischer Diplomat, Botschafter in Bahrein und in Syrien
- Ford, Phil (* 1950), britischer Drehbuchautor
- Ford, Philip John (1949–2013), britischer Romanist und neulateinischer Philologe
- Ford, Poona (* 1995), US-amerikanischer American-Football-Spieler
- Ford, Reginald (1953–2021), guyanischer Boxer
- Ford, Richard (1796–1858), englischer Reisender und Schriftsteller
- Ford, Richard (* 1944), US-amerikanischer Schriftsteller
- Ford, Ricky (* 1954), US-amerikanischer Jazz-Saxophonist
- Ford, Rob (1969–2016), kanadischer parteiloser KommunalpolitikerRob Ford (1969–2016)

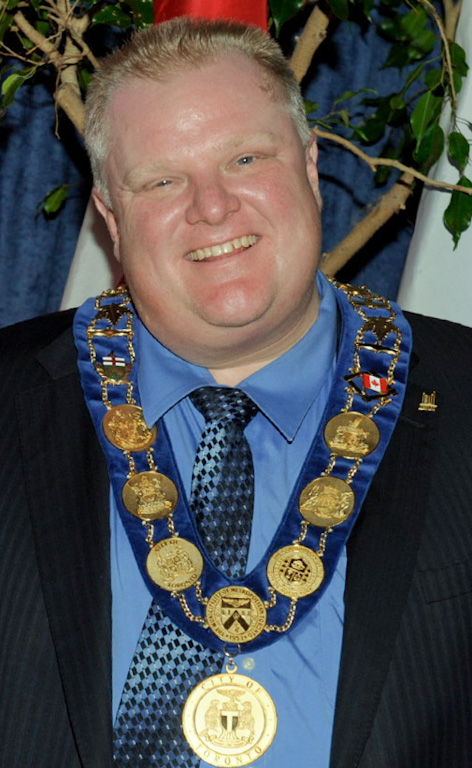
Rob Ford (1969–2016)

- Ford, Robben (* 1951), US-amerikanischer Gitarrist und Sänger
- Ford, Robert (1862–1892), US-amerikanischer Polizeispitzel
- Ford, Robert (1923–2015), britischer General
- Ford, Robert Arthur Douglass (1915–1998), kanadischer Botschafter
- Ford, Robert Stephen (* 1958), US-amerikanischer Diplomat
- Ford, Roger, Szenenbildner
- Ford, Ross (* 1984), schottischer Rugbyspieler
- Ford, Ruth (1911–2009), US-amerikanische Schauspielerin
- Ford, Sam C. (1882–1961), US-amerikanischer Jurist und Politiker
- Ford, Samuel Howard (1819–1905), US-amerikanischer Reverend und Politiker
- Ford, Santiago (* 1997), chilenischer Leichtathlet kubanischer Herkunft
- Ford, Seabury (1801–1855), US-amerikanischer Politiker
- Ford, Sharrod (* 1982), US-amerikanischer Basketballspieler
- Ford, Stanley H. (1877–1961), US-amerikanischer Militär, Generalleutnant der US Army
- Ford, Steven (* 1956), US-amerikanischer SchauspielerSteven Ford (* 1956)
- Ford, T. J. (* 1983), US-amerikanischer Basketballspieler
- Ford, Tennessee Ernie (1919–1991), US-amerikanischer Country- und Gospel-Sänger
- Ford, Thomas († 1648), englischer Komponist, Lautenist und Gambist
- Ford, Thomas (1800–1850), US-amerikanischer Jurist und Politiker
- Ford, Thomas (* 1992), britischer Ruderer
- Ford, Thomas F. (1873–1958), US-amerikanischer Politiker
- Ford, Thomas H. (1814–1868), US-amerikanischer Politiker
- Ford, Tim (* 1980), US-amerikanischer Fußballschiedsrichter
- Ford, Todd (* 1984), kanadischer Eishockeytorwart
- Ford, Tom (* 1961), US-amerikanischer ModedesignerTom Ford (* 1961)

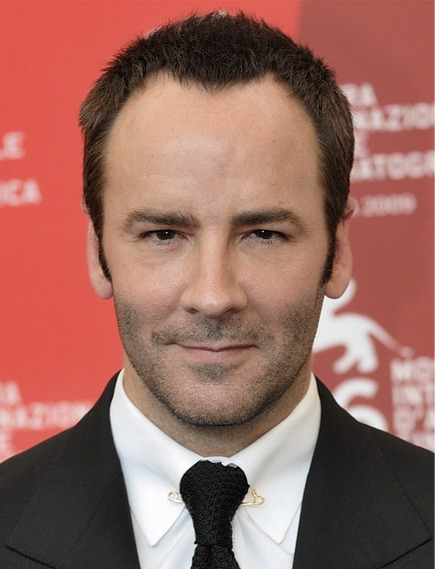
Tom Ford (* 1961)

- Ford, Tom (* 1983), englischer Snookerspieler
- Ford, Tom (* 1993), englischer Squashspieler
- Ford, Tommy (* 1989), US-amerikanischer Skirennläufer
- Ford, Trent (* 1979), US-amerikanischer Schauspieler und Model
- Ford, Tyler (* 1985), US-amerikanischer Basketballschiedsrichter
- Ford, Vicky (* 1967), britische Politikerin (Conservative Party), MdEP
- Ford, Vincent (1940–2008), jamaikanischer Songwriter
- Ford, Wallace (1898–1966), britischer Schauspieler
- Ford, Walton (* 1960), US-amerikanischer Tiermaler
- Ford, Wendell (1924–2015), US-amerikanischer Politiker
- Ford, Whitey (1928–2020), US-amerikanischer Baseballspieler
- Ford, Willa (* 1981), US-amerikanische Popsängerin, Playboy-Model und Schauspielerin
- Ford, William (1852–1932), australischer Goldsucher in Western Australia
- Ford, William Clay Junior (* 1957), US-amerikanischer Manager und Automobilunternehmer, Vorsitzender und Generaldirektor der Ford Motor CompanyWilliam Clay Ford Junior (* 1957)

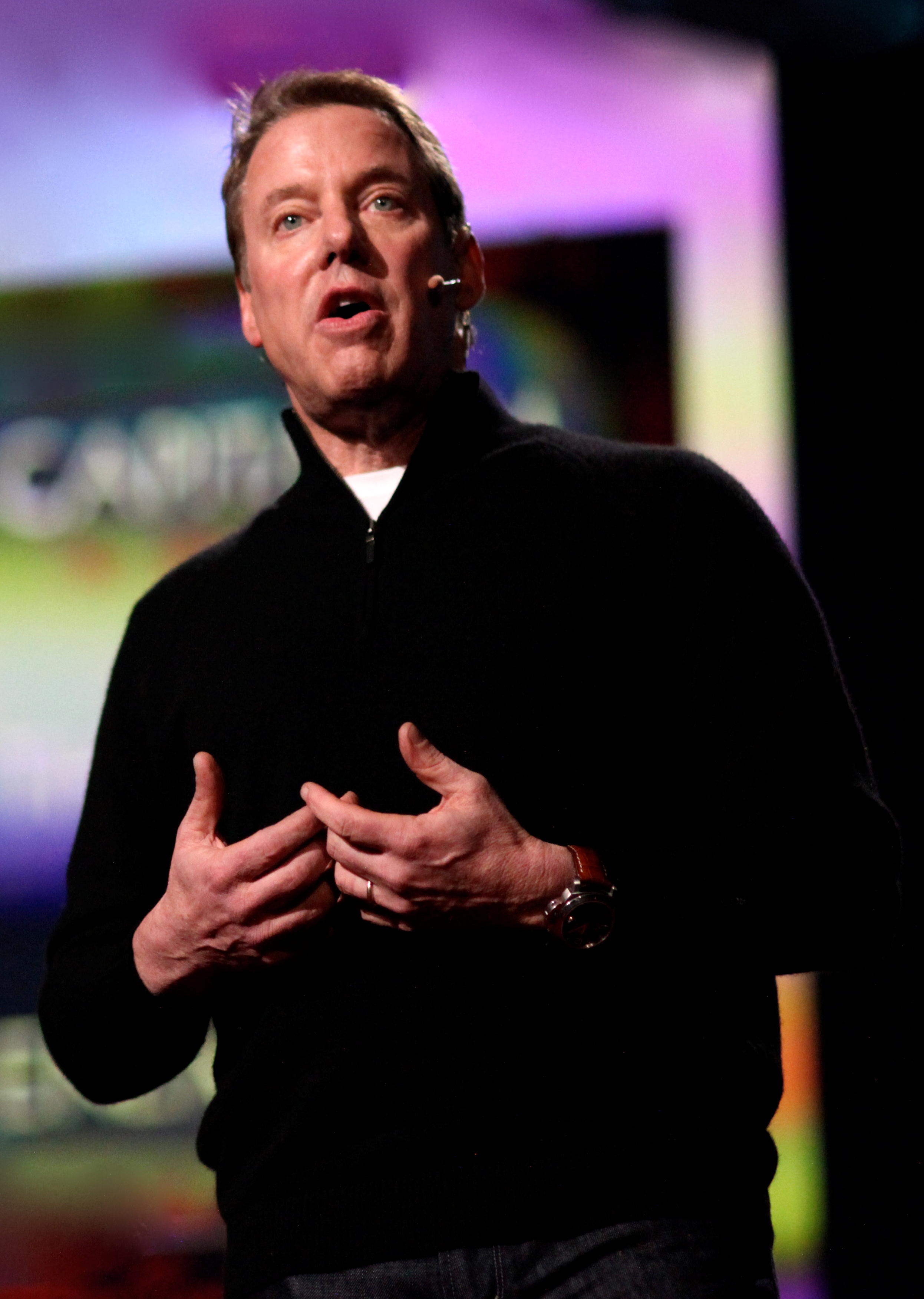
William Clay Ford Junior (* 1957)

- Ford, William Clay senior (1925–2014), US-amerikanischer Automobilmanager und Mitglied der Ford-Familie
- Ford, William D. (1927–2004), US-amerikanischer Politiker
- Ford, William Donnison (1779–1833), US-amerikanischer Politiker
- Ford, Yance, US-amerikanischer Filmproduzent und Filmregisseur im Bereich des Dokumentarfilms
- Ford, Yirisleydi (* 1991), kubanische Hammerwerferin
- Ford-Young, Seth (* 1973), US-amerikanischer Musiker (Bass)

### Forda
- Fordan, Kurt (1917–2012), deutscher Textilunternehmer

### Forde
- Forde, Anthony (* 1962), barbadischer Dartspieler
- Forde, Barry (* 1976), barbadischer Radrennfahrer
- Forde, Brooke (* 1999), US-amerikanische Schwimmerin
- Forde, Colin (* 1949), barbadischer Radsportler
- Forde, Daryll (1902–1973), britischer Anthropologe, Ethnologe und Afrikanist
- Forde, David (* 1979), irischer Fußballtorhüter
- Forde, Declan (* 1992), britischer Jazz- und Improvisationsmusiker (Piano)
- Førde, Einar (1943–2004), norwegischer sozialdemokratischer Politiker, Mitglied des Storting und Journalist
- Forde, Elvis (* 1959), barbadischer Leichtathlet
- Forde, Frank (1890–1983), australischer Politiker und Premierminister
- Forde, Julian (* 2001), barbadischer Sprinter
- Forde, Leneen (* 1935), australisch-kanadische Politikerin
- Forde, Paddy (1922–1972), irischer Politiker (Fianna Fáil)
- Forde, Rochelle (* 1974), vincentinische Anwältin und Politikerin
- Forde, Ryiem (* 2001), jamaikanischer Leichtathlet
- Forde, Walter (1896–1984), britischer Filmregisseur, Drehbuchautor, Schauspieler, Filmeditor und Filmproduzent
- Forder, Annemarie (* 1978), australische Sportschützin
- Forder, Henry (1889–1981), neuseeländischer Mathematiker
- Förderer, Fritz (1888–1952), deutscher Fußballspieler
- Förderer, Markus (* 1983), deutscher Kameramann
- Förderer, Walter Maria (1928–2006), Schweizer Bildhauer, Architekt, Hochschullehrer und PolitikerWalter Maria Förderer (1928–2006)

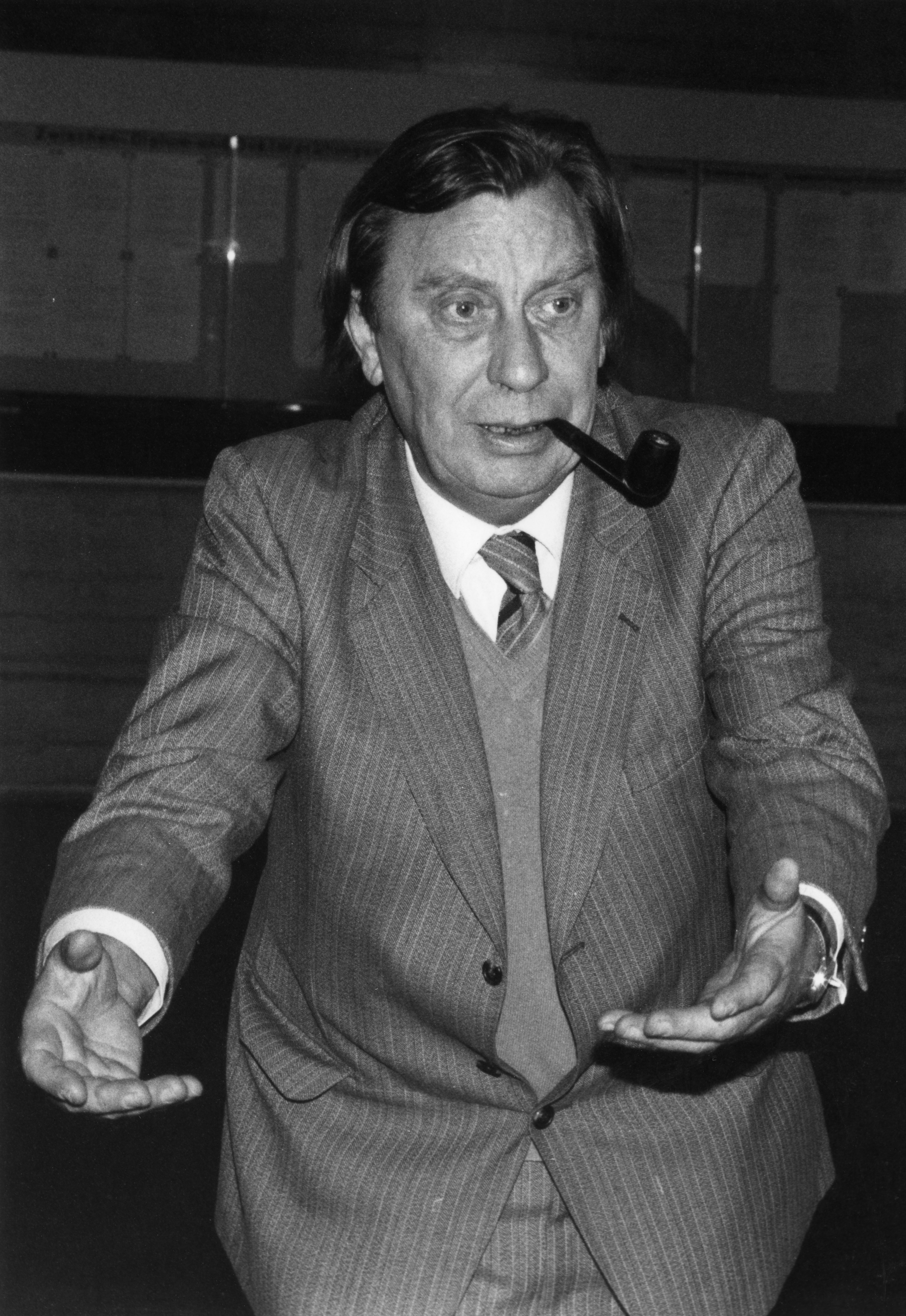
Walter Maria Förderer (1928–2006)

- Förderreuther, Friedrich von (1852–1929), deutscher Eisenbahningenieur
- Förderreuther, Max (1857–1933), Oberstudienrat, Museums- und Heimatpfleger
- Förderreuther, Max (* 1890), deutscher Landrat im Landkreis Donauwörth

### Fordh
- Fordham, Alfred Stanley (1907–1981), britischer Botschafter
- Fordham, Andy (1962–2021), englischer Dartspieler
- Fordham, Benjamin O., US-amerikanischer Politikwissenschaftler und Hochschullehrer
- Fordham, John (* 1947), britischer Jazzkritiker und Autor von Büchern über Jazz

### Fordi
- Fordice, Kirk (1934–2004), US-amerikanischer Politiker

### Fordn
- Fordney, Joseph W. (1853–1932), US-amerikanischer Politiker

### Fordo
- Fordon, Rolf (1909–1977), deutscher Politiker (NSDAP), MdR

### Fordt
- Fordtran, John S. (* 1931), US-amerikanischer Mediziner

### Fordw
- Fordwor, Kwame Donkoh (* 1933), dritter Präsident der Afrikanischen Entwicklungsbank (AfEB)

### Fordy
- Fordyce, Bruce (* 1955), südafrikanischer Ultramarathonläufer
- Fordyce, George (1736–1802), britischer Arzt
- Fordyce, R. Ewan (1953–2023), neuseeländischer Paläontologe und Cetologe